# Francisco Rodríguez (Fussballspieler, 1995)
Francísco José Rodríguez Araya (* 14. September 1995 in Zürich) ist ein Schweizer Fussballspieler chilenisch-spanischer Abstammung, der zurzeit beim FC Baden spielt.

## Karriere

### Vereine
Sein Debüt in der Super League gab Rodríguez am 20. Juli 2014 gegen den Grasshopper Club Zürich.
Am 22. Juli 2015 wechselte Rodríguez in die deutsche Bundesliga zum VfL Wolfsburg, wo er auf seinen Bruder Ricardo traf. Er erhielt einen bis zum 30. Juni 2018 laufenden Vertrag. Am 19. Dezember 2015 gab er sein Bundesligadebüt für Wolfsburg bei der 1:3-Niederlage beim VfB Stuttgart.
Um Spielpraxis zu sammeln, wurde Rodríguez im Januar 2016 für eineinhalb Jahre an den Zweitligisten Arminia Bielefeld ausgeliehen.
Am 31. August 2016 löste Wolfsburg den Leihvertrag mit Arminia Bielefeld auf und lieh ihn bis Ende Juni 2017 in die Schweiz zum FC Luzern in die Super League aus. Zur Saison 2017/18 wurde er fest verpflichtet und mit einem Vertrag bis zum 30. Juni 2020 ausgestattet.
Rodríguez wechselte im Sommer 2019 zum FC Lugano. Zu Beginn der Saison 2020/21 wechselte er zum FC Schaffhausen, wo er während zweier Saisons 59 Ligaspiele absolvierte.
Im Sommer 2022 wurde er vom Super-League-Aufsteiger FC Winterthur verpflichtet, wo er bereits in seiner Jugend während drei Jahren bis zur U-21 spielte. Im Mai 2024 gab Rodríguez via Instagram bekannt, dass er Winterthur zum Ende der Saison 2023/24 verlassen wird.
Am 1. Januar 2025 gab Rodríguez sein Karriereende als Prof-Fussballspieler bekannt.
Am 22. Januar 2025 wurde er vom FC Baden in der drittklassigen Promotion League verpflichtet.

### Nationalmannschaften
Rodríguez lief für mehrere Schweizer U-Nationalmannschaften auf, ehe er sich im Sommer 2015 dazu entschloss, anders als sein Bruder, für Chile aufzulaufen. Die Nomination der chilenischen Nationalmannschaft für die Länderspiele gegen Haiti und Mexiko im September 2014 schlug er aus, aber die Einladung für das Länderspiel gegen Paraguay nahm er an. Nur wenige Tage später revidierte er diese Entscheidung und lehnte die Einladung Chiles vorerst ab, um sich auf die U-21-Auswahl der Schweiz zu konzentrieren.

## Erfolge
VfL Wolfsburg
- DFL-Supercup-Sieger: 2015

## Sonstiges
Sein älterer Bruder Ricardo Rodríguez ist ebenfalls Profifussballspieler. Sein älterer Bruder Roberto Rodríguez war ebenfalls Fussballprofi und ist heutiger Teammanager des FC Zürich.